# Leopoldstal (Bayerisch Gmain)
Leopoldstal, früher Leopoldsthal, ist ein Ortsteil und Weiler der Gemeinde Bayerisch Gmain im Landkreis Berchtesgadener Land. Ursprünglich ein Ortsteil und eine durch das damalige gemeindefreie Gebiet Kirchholz vom Hauptteil der Gemeinde getrennte Exklave der Gemeinde St. Zeno (Bad Reichenhall), wurde es bei der Auflösung dieser Gemeinde am 1. Dezember 1905 an Bayerisch Gmain (damals Gmain) angegliedert, während der Hauptteil von St. Zeno nach Bad Reichenhall umgegliedert wurde.
Das Leopoldstal ist ein Abschnitt des Weißbachstals. Der Weißbach bildet hier eine natürliche und politische Grenze zwischen Deutschland (Kirchholz) und Österreich (Gemeinde Großgmain mit dem Randersberg). Das Gebiet des Weilers ist ein nur 11 bis 83 Meter breiter und 965 Meter langer Streifen entlang der links des Weißbachs verlaufenden Kreisstraße BGL 4. Auf beiden Seiten der Straße stehen 15 Anwesen der Leopoldstraße, wobei nur der nördliche Abschnitt der Leopoldstraße zum Weiler gerechnet wird (ab Hausnummer 14 gerade bzw. 17/17a ungerade Nummern). Im südlichen Abschnitt fließt der Ortelbach in den Weißbach.
Leopoldstal ist kein amtlich benannter Gemeindeteil und ist daher nicht im Amtlichen Ortsverzeichnis für Bayern nachgewiesen. Zuletzt wurde der Weiler im Ortschaften-Verzeichnis von 1925 separat nachgewiesen, mit 19 Einwohnern in sechs Wohngebäuden. Im nachfolgenden Amtlichen Ortsverzeichnis zur Volkszählung vom 13. September 1950 ist Leopoldsthal nicht mehr als separater Ortsteil, sondern nur noch im Rahmen eines erweiterter Gemeindenamens Bayerisch Gmain m. Leopoldsthal verzeichnet. Auf Antrag der Gemeinde Bayerisch Gmain wurde mit Entschließung der Regierung von Oberbayern vom 3. Dezember 1960 Nr. II/4 — 8040 a 36 der Name „Leopoldsthal“ aufgehoben.
Auch auf amtliche Karten ist der Ortsteilname daher nicht mehr verzeichnet, jedoch auf dem Urpositionsblatt von 1832. Die Karte von 1832 beweist auch, dass nicht Leopold von Bayern Namenspatron des Ortsteils und der Straße sein kann.
Wie das westlich angrenzende Kirchholz besteht das Gebiet im Untergrund aus Haselgebirge, einer Mischung aus salzhaltigen Ton- und Gipsmergeln. In Leopoldstal wurde früher daraus Gips gewonnen. Hier war auch der Standort der Cementfabrik Hartmann.